# Diaparsis convexa
Diaparsis convexa là một loài tò vò trong họ Ichneumonidae.